# Charlie Bean
Charlie Bean (1963) is een Amerikaanse animator, storyboard director en regisseur van animatieseries. Voor Disney werkte hij onder andere als regisseur en uitvoerend producent van Tron: Uprising en als storyboard artiest voor verschillende producties van Cartoon Network. Hij werkte aan programma's als Dexter's Laboratory, Samurai Jack, The Powerpuff Girls, I Am Weasel en Cow and Chicken en als regisseur en storyboard supervisor van Robotboy van Cartoon Network en het Franse Alphanim.
Ook is hij werkzaam geweest als lay-out kunstenaar (het tekenen en bedenken van achtergronden en voorwerpen in de stijl van een animatieserie) voor verschillende series als The Ren & Stimpy Show, Animaniacs, en Batman: The Animated Series.
Ook schreef hij verschillende pilots voor real-life series voor Cartoon Network samen met Don Shank, Carey Yost en Chris Reccardi

## Filmografie
| Jaar | Titel                                                                | Opmerkingen                                      | Rol    |
| ---- | -------------------------------------------------------------------- | ------------------------------------------------ | ------ |
| 1990 | The Natural History of Parking Lots                                  | Hoofdrol                                         | Chris  |
| 1992 | Tiny Toon Adventures: How I Spent My Vacation                        | Personage artiest                                | N.V.T. |
| 1996 | Podunk Possum in One Step Beyond                                     | Layout Artiest                                   | N.V.T. |
| 1996 | Buy One, Get One Free                                                | Co-Creator, schrijver, & Regisseur               | N.V.T. |
| 1998 | Hercules and Xena – The Animated Movie: The Battle for Mount Olympus | Layout Artiest & Storyboard Artiest              | N.V.T. |
| 2001 | IMP Inc.                                                             | Co-Creator, Schrijver, Director & Layout Artiest | N.V.T. |
| 2001 | A Kitty Bobo Show                                                    | Animation Layout                                 | N.V.T. |
| 2002 | The Powerpuff Girls Movie                                            | Verhaalschrijver, & Storyboard Artiest           | N.V.T. |
| 2013 | Black Saint                                                          | Acteur                                           | N.V.T. |
| 2016 | The Lego Batman Movie                                                | Stemacteur                                       | N.V.T. |
| 2017 | The Lego Ninjago Movie                                               | Regisseur                                        | N.V.T. |

## Televisie
| Jaar            | Titel                                     | Aantekeningen                                                            | Extra                                    | Rol      |
| --------------- | ----------------------------------------- | ------------------------------------------------------------------------ | ---------------------------------------- | -------- |
| 1990-1992       | Tiny Toon Adventures                      | Model Designer Character Layout Artiest Storyboard Artiest               | 1990-1992 1990-1991                      | N/A      |
| 1991-1993       | The Ren and Stimpy Show                   | Layout Artiest                                                           | Seizoenen 1-2                            | N/A      |
| 1992            | Batman: The Animated Series               | Character Layout Artist                                                  | 4 afleveringen                           | N/A      |
| 1993            | Adventures of Sonic the Hedgehog          | Prop Designer                                                            | 65 Afleveringen                          | N/A      |
| 1993            | Animaniacs                                | Character Layout Artist                                                  | 1 Aflevering                             | N/A      |
| 1994            | The Critic                                | Character Layout Artist                                                  | 2 Afleveringen                           | N/A      |
| 1994            | Beethoven                                 | Character Designer                                                       | 12 Afleveringen                          | N/A      |
| 1995            | The Shnookums and Meat Funny Cartoon Show | Animator & Character Layout                                              | 1 Aflevering                             | N/A      |
| 1995            | Timon & Pumbaa                            | Layout Artiest & Animation Layout Artiest                                | 8 Afleveringen                           | N/A      |
| 1995-1996       | The Twisted Tales of Felix the Cat        | Layout Artiest                                                           | Niet in de aftiteling vermeld            | N/A      |
| 1996-2003       | Dexter's Laboratory                       | Layout Artiest Storyboard Artiest Schrijver                              | Seizoenen 1-4                            | N/A      |
| 1997-1998       | I Am Weasel                               | Storyboard Artiest                                                       | Seizoenen 1-2                            | N/A      |
| 1998            | Cow and Chicken                           | Storyboard Artiest                                                       | Seizoenen 2-3                            | N/A      |
| 1999-2001; 2004 | The Powerpuff Girls                       | Storyboard Artiest Schrijver Prop Designer Character Designer Stemacteur | Seizoenen 2-6                            | Dr. Yost |
| 2001-2003       | Samurai Jack                              | Schrijver & Storyboard Artiest                                           | Seizoenen 1-4                            | N.V.T.   |
| 2005-2008       | Robotboy                                  | Regisseur Storyboard Supervisor                                          | Seizoenen 1-4                            | N.V.T.   |
| 2006            | Class of 3000                             | Art Director                                                             | Aflevering: "The Devil and Li'l D"       | N.V.T.   |
| 2007            | Foster's Home for Imaginary Friends       | Schrijver                                                                | Aflevering: "The Buck Swaps Here"        | N.V.T.   |
| 2007            | SpongeBob SquarePants                     | Storyboard Director & Schrijver                                          | Aflevering: "The Two Faces of Squidward" | N.V.T.   |
| 2011-2013       | De Wonderlijke Wereld van Gumball         | Schrijver                                                                | Seizoenen 1-2                            | N.V.T.   |
| 2012-2013       | Tron: Uprising                            | Executive Producer, Regisseur, & Stemacteur                              |                                          | "2012"   |

- International Standard Name Identifier: 0000 0000 0449 8732
- Library of Congress Control Number: no2017168102
- Virtual International Authority File: 315543781
- WorldCat: E39PBJvXkY9M7rTt4bfrHVTj4q